# Wincenty Mieczysław Zawadzki

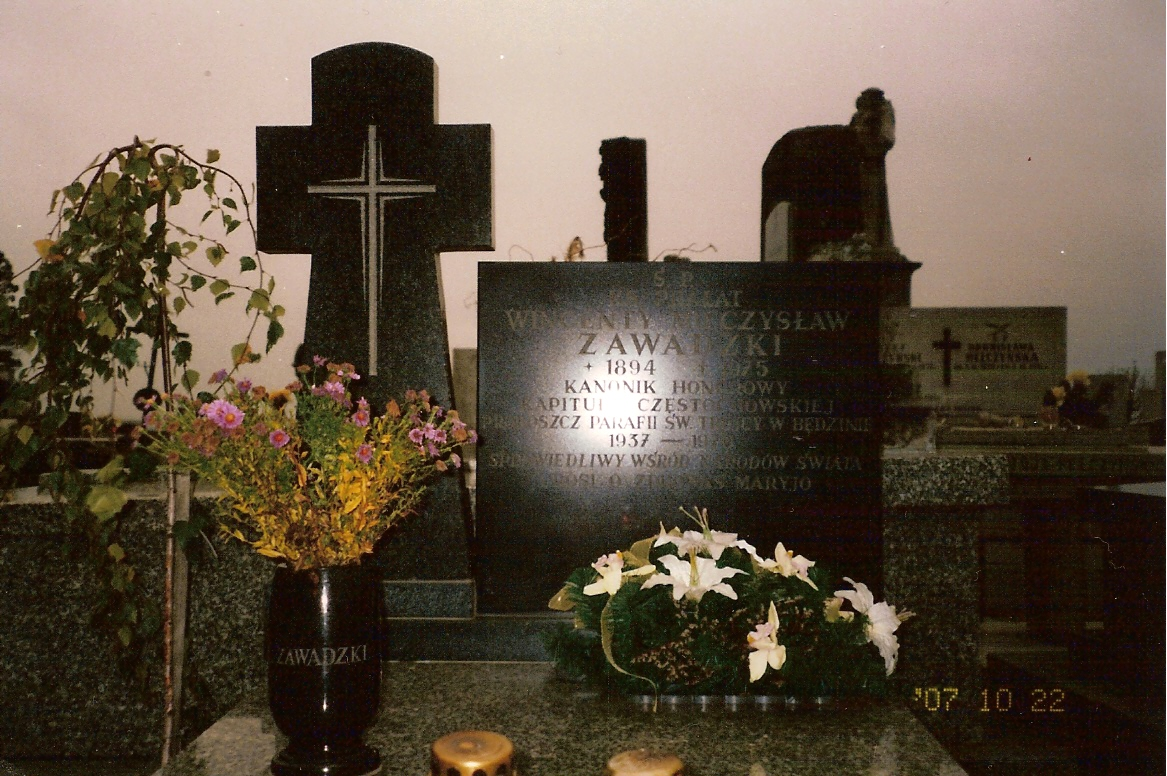
Grób Wincentego Mieczysława Zawadzkiego na cmentarzu w Będzinie

Wincenty Mieczysław Zawadzki (ur. 22 stycznia 1894 w Częstochowie, zm. 11 czerwca 1975 w Będzinie) – polski duchowny rzymskokatolicki, prałat, kanonik honorowy kapituły częstochowskiej, szambelan Jego Świątobliwości Ojca Św., wieloletni proboszcz parafii św. Trójcy w Będzinie w latach 1937–1970.

## Życiorys
Urodził się 22 stycznia 1894 roku w Częstochowie, w wielodzietnej robotniczej rodzinie Antoniego (1861–1940) i Józefy z Chwilińskich (Chwiłów) (1869–1942). Był bratem: Leona (1887–1927), Zygmunta (1889–1978), Mieczysława (1891–1892), Heleny Anieli po mężu Jędrczak (1896–1962), Eugenii po mężu Miller (1900–1986), Janiny Sabiny po mężu Piltz (1904–1949) i Henryka Wojciecha (1906–1964). Po ukończeniu w 1909 roku Gimnazjum Rządowego w Częstochowie wstąpił do Seminarium Duchownego we Włocławku. Seminarium ukończył w 1915 i został skierowany na dalsze studia do Akademii Duchownej w Petersburgu, których nie podjął ze względu na trwającą I wojnę światową. Święcenia kapłańskie przyjął 23 lipca 1916. Od sierpnia 1916 do kwietnia 1917 roku pracował jako wikariusz parafii św. Piotra i Pawła w Kamieńsku oraz uczył w miejscowej szkole. W kwietniu 1917 roku został przeniesiony do parafii św. Bartłomieja Apostoła w Godzieszach Wielkich, a w 1919 roku do parafii św. Mikołaja w Kaliszu. Od 1 października 1919 do 3 lipca 1920 roku pracował w Sekretariacie Generalnym ds. Młodzieży w diecezji kujawsko-kaliskiej. Po wybuchu wojny polsko-bolszewickiej zgłosił się ochotniczo na kapelana Wojska Polskiego. Za sumienne wypełnianie obowiązków duszpasterza wojskowego został odznaczony Krzyżem Walecznych. 27 listopada 1921 roku został zdemobilizowany i przeniesiony do rezerwy. 1 grudnia 1921 roku rozpoczął posługę wikariuszowską w parafii św. Jakuba Apostoła w Piotrkowie Trybunalskim. 4 lipca 1922 roku został przeniesiony na stanowisko prefekta publicznych szkół powszechnych w Koninie (nominacja została anulowana). 22 lipca 1922 roku został przeniesiony na stanowisko wikariusza nowo utworzonej parafii św. Jacka i św. Doroty w Piotrkowie Trybunalskim. Od 6 maja 1924 do lipca 1925 roku był wikariuszem parafii św. Lamberta i prefektem gimnazjum w Radomsku. Brał także czynny udział w działalności radomszczańskiego Towarzystwa Gimnastycznego „Sokół” (wszedł w skład zarządu tego Towarzystwa). 21 czerwca 1925 roku został mianowany proboszczem nowo utworzonej parafii św. Rozalii z Palermo w Radziechowicach. Będąc proboszczem w Radziechowicach uczył religii w Prywatnym Gimnazjum Żeńskim J. Chomiczówny w Radomsku. W 1927 roku założył Stowarzyszenie Ligi Katolickiej Męskiej i Żeńskiej. We wrześniu 1929 roku został proboszczem parafii św. Mikołaja w Wilkowiecku. 17 lipca 1934 roku objął probostwo parafii Rząśnia w dekanacie brzeźnickim. 10 września 1937 roku otrzymał nominację na administratora parafii Świętej Trójcy w Będzinie, a 30 kwietnia 1938 został mianowany jej proboszczem i kierował nią aż do grudnia 1970 roku.
Podczas masakry 9 września 1939 roku uratował grupę Żydów, uciekających przed Niemcami, za co w 1989 został pośmiertnie odznaczony izraelskim medalem Sprawiedliwy wśród Narodów Świata. W kronice parafialnej zapisano: „Było to dnia 8 września 1939 roku. [...] Nie spałem jeszcze, gdy około 8 wieczorem usłyszałem kilka potężnych detonacyj. [...] Byliśmy przekonani, że Niemcy chcą spalić i zniszczyć cały Będzin. Cała przestrzeń ogrodu plebańskiego, plebania, budynki plebańskie, kościół otoczone były olbrzymimi blokami kamienic, które w tej chwili płonęły. Pomiędzy płonącymi kamienicami widziałem z ogrodu uwijających się Niemców. [...] W tej chwili rozległ się huk, to Niemcy wrzucili granat zapalający do wikariatki. Stanęła ona po chwili w ogniu. Wszyscy mieszkańcy wikariatki przybiegli na plebanię. [...] Pobiegłem do nich, uspokoiłem ich, a potem otworzyłem własnoręcznie bramy i przeprowadziłem ich spokojnie na Górę Zamkową, gdzie już im nie groziło żadne niebezpieczeństwo”.
W 1952 roku liczba wiernych w parafii św. Trójcy dochodziła do 30 tysięcy osób. Z tego względu 14 sierpnia władze diecezjalne zleciły stworzenie na Małobądzu nowej parafii, na co nie wyraziły zgody władze miasta. Pięć lat później sytuacja stała się o tyle problematyczna, że 13 października 1957 roku wydał dekret powołujący parafię św. Jana Chrzciciela, której pierwszym administratorem został ks. Zygmunt Zaborski. Mimo to władze miasta nie ustępowały i nie udało się uzyskać zgody na budowę nowego kościoła. W 1958 roku proboszczem został ks. Wacław Wiciński, któremu udało się zbudować prowizoryczną kaplicę. Zgodę na budowę kościoła uzyskano dopiero w 1983 roku. 3 grudnia 1970 roku ks. Zawadzki przeszedł na emeryturę, a jego następcą został ks. Wacław Wiciński.
Został pochowany 14 czerwca 1975 roku na starym cmentarzu parafialnym na Górce Zamkowej w Będzinie.

## Ordery i odznaczenia
- Krzyż Kawalerski Orderu Odrodzenia Polski (1974)
- Złoty Krzyż Zasługi (18 stycznia 1946)[3]
- Krzyż Walecznych
- Medal Sprawiedliwy wśród Narodów Świata (pośmiertnie, 1989)

## Upamiętnienie
1 września 1993 roku odsłonięto poświęconą mu tablicę pamiątkową. 27 maja 2008 roku jego imię otrzymał plac przy kościele św. Trójcy w Będzinie. W 2016 roku wydano również poświęconą mu książkę „Patriarcha Będziński”.